# René Kaiman
René Kaiman (? – Paramaribo, 5 maart 2013) was een Surinaams dammer en politicus. Hij was in 1991 minister in de regering die aantrad na de Telefooncoup.

## Biografie
Nadat de militairen op 24 december 1990 de Telefooncoup pleegden, een telefoontje van de militaire top naar president Ramsewak Shankar met de mededeling dat hij was afgezet, trad op 7 januari 1991 een overgangsregering aan met René Kaiman als minister van Arbeid en Sociale Zaken en Volkshuisvesting. Kaiman was op dat moment nog lid van de Javaanse partij KTPI. De regering bleef aan tot na de verkiezingen van 1991 en het aantreden van het kabinet-Venetiaan I op 16 september 1991.
In de jaren 1990 splitste de Partij Pembangunan Rakat Suriname (PPRS) zich af van de KTPI. Deze partij werd opgericht door Ramin Amat en later overgenomen door Kaiman. Tijdens de verkiezingen van 2005 ging de PPRS de verkiezingen in als onderdeel van de Volksalliantie Voor Vooruitgang, waarvan ook de Javaanse partijen KTPI en Pendawa Lima deel uitmaakten.
Als dammer deed Kaiman mee aan diverse toernooien in Suriname, zoals de Srefidensi Open en First Blitz Suriname 2010, en internationaal tijdens het Pan-Amerikaanse Kampioenschap in Willemstad in 1992 en de interland tussen België en Suriname in 2009.